# Герб Краснодарського краю
Герб Краснодарського краю — символ Краснодарського краю. Прийнято 23 червня 2004 року.

## Опис
Герб Краснодарського краю в основі має зображення історичного герба Кубанської області. У зеленому щиті золота зубчаста стіна, мурована чорним, із двома такими ж круглими вежами й відкритими воротами. Між веж через стіну виходять золотий пернач і по сторонах від нього два срібні бунчуки із золотими вістрями й на золотих ратищах. У золотій голові щита виникає Російський імператорський орел, (чорний двоголовий, із золотими дзьобами й червоними язиками), увінчаний натуральними імператорськими коронами, з яких середня більше й має лазурові (сині, блакитні) стрічки, і несе на груди Кавказький хрест, (хрест із мечами «За службу на Кавказі»). Щит увінчаний князівською короною (шапкою), підкладеним вензелем штандарта — вінок і над ним Російський імператорський орел. По сторонах за щитом навхрест покладено чотири лазурові прапори із золотим зображенням коронованих вензелів імператриці Катерини ІІ й імператорів Павла І, Олександра І і Миколи І, оточених такими ж дубово-лавровими вінками. Ратища штандарта й прапорів лазурові, навершя, китиці на шнурах і бахрома штандарта, прапорів і підтоки — золоті. Ратища штандарта й прапорів перевито двома стрічками орденів Леніна, з'єднаними під щитом бантом.